# Macropygia mackinlayi
La tórtola cuco de Mackinlay (Macropygia mackinlayi) es una especie de ave columbiforme de la familia Columbidae propia de la Melanesia. La especie debe su nombre al naturalista escocés Archibald Mackinlay (1850–1924).

## Distribución
La tórtola cuco de Mackinlay se extiende por el archipiélago Bismarck, las islas Salomón y Vanuatu.